# アーシャ (ディズニー)
アーシャ（Asha）は、ウォルト・ディズニー・アニメーション・スタジオ制作の映画『ウィッシュ』に登場する架空のキャラクターで、物語の主人公である。アメリカの女優アリアナ・デボーズが声を担当し、日本語吹替版では生田絵梨花がその役を演じている。アーシャは、ジェニファー・リーとクリス・バックが『アナと雪の女王2』の制作中に行った会話から誕生したキャラクターで、脚本はリーとアリソン・ムーアによって執筆された。
アーシャは、強力な魔術師であるマグニフィコ王（クリス・パイン）が支配するロサス王国に住む17歳の少女。彼女は王の弟子になることを志願するが、やがてマグニフィコが臣民の願いを支配していることに疑念を抱くようになる。
アーシャは、恋愛関係や王族の地位に依存しない、現代的なヒロインとして描かれており、ディズニープリンセスの伝統を打ち破る存在としてデザインされた。特に彼女のボックスブレイズ（編み込みの髪型）は、アマジグ族の文化からインスピレーションを得ている。キャラクター設定は、作曲家ジュリア・マイケルズが2020年に作った楽曲「This Wish」に基づいており、この曲はロサスの人々のためにより良い未来を願うアーシャの思いを表現している。その願いがきっかけで、空から魔法の存在「スター」が降りてくる。スターの魔法は、アーシャのペットであるヤギのヴァレンティノを含む森の動物たちに言葉を与える。スターの魔法と仲間たちの助けを借りて、アーシャはマグニフィコの圧政に立ち向かう。
アーシャは批評家から賛否両論を受けた。彼女が混血のティーンエイジャーであること、リーダーシップや強い女性像としての描写は称賛された一方で、キャラクターの設定が十分に深掘りされていないとの指摘もあり、記憶に残る特徴が少ないと批判する声もあった。また、アリアナ・デボーズの声の演技は評価され、いくつかの映画賞にノミネートされた。

## 制作

### コンセプトと創作
『ウィッシュ』は、ウォルト・ディズニー・アニメーション・スタジオが制作した映画で、チーフ・クリエイティブ・オフィサーのジェニファー・リーと、共同監督のクリス・バックが『アナと雪の女王2』（2019年）の制作中に交わした会話から着想を得て誕生した作品である。リーは、スタジオの100周年記念が近づいていることを念頭に置き、そのイベントに合わせた映画制作に興味を抱いていた。制作陣は過去のディズニーアニメーション映画のスチール写真を集め、それらを掲示板に貼り出した。その結果、多くの作品に「星に願いをかける」キャラクターが登場していることに気づき、このプロジェクトを「願い」をテーマに展開し、スタジオの歴史に敬意を表すオリジナルの物語を作ろうと決意した。
リーは、『ピノキオ』（1940年）の名曲「星に願いを」（When You Wish Upon a Star）からインスピレーションを受けた。この曲はディズニーのロゴと共に流れることが多く、ディズニーのブランドと密接に結びついている。リーはこの曲を自身が初めて知ったディズニーの楽曲として挙げ、そのメッセージを「分解」し、「自分の心を動かすものを宣言するものだ」と解釈した。バックによれば、映画の内部試写において観客が「願いをかけることの感情的な力」を十分に理解していなかったため、制作チームはその力をより明確に描き出すために工夫を重ねたと語っている。
2020年、ソングライターのジュリア・マイケルズが、脚本が書かれる前に「ウィッシュ～この願い～（This Wish）」という楽曲を作曲した。彼女はウォルト・ディズニー・ミュージックの社長であるトム・マクドゥーガルから依頼を受け、この楽曲が映画の物語の方向性を決定づける役割を果たしたと述べている。映画のコンセプトは「愛する人々のために、願いを取り戻す勇敢で自己犠牲的な旅をする普通の少女」を中心に展開された。バックとフォーン・ヴィーラスンサンが共同監督を務め、脚本はリー、アリソン・ムーア、バックによって書かれ、楽曲はマイケルズとベンジャミン・ライスが手がけた。

### 特徴
リーは、スタジオの伝統、特にウォルト・ディズニーの初期の作品からインスピレーションを得つつ、アーシャが独自のキャラクターである必要性を理解していた。アーシャのキャラクターは、まずソングライターのジュリア・マイケルズが作った「ウィッシュ～この願い～（This Wish）」という楽曲に基づいて形作られた。リーは、この曲がアーシャの若々しい精神を見事に表現しており、特に曲のクライマックスでは、アーシャがロサスの人々のためにより良い未来を願うという重要な瞬間が描かれていると述べた。彼女は、このクライマックスを起点に物語を構築し、アーシャが完全にリラックスし、無邪気な状態に到達するまでの旅を定義した。
バックとヴィーラスンサンは、アーシャを共感できるヒロインとして描きたいと考えていた。ヴィーラスンサンは、現代の観客にとって、王族の血筋よりも自分自身をキャラクターに投影できることが重要だと感じたため、アーシャはディズニープリンセスではないと説明した。リーも、現代の観客はより複雑な物語を期待しており、アーシャは社会的地位に縛られない普通のティーンエイジャーだと述べている。バックは、ディズニーの女性主人公たちを「ディズニーヒロイン」と呼ぶことを好み、「私たちのヒロインはプリンセスだと仮定されることが多い」と指摘した。彼とリーは、『アナと雪の女王』（2013年）のエルサとアナを例に挙げ、彼女たちも最初からプリンセスとして描かれたわけではないと述べている。ディズニー映画には、王族でない女性キャラクターが多く存在するという。リーは、グリム兄弟やハンス・クリスチャン・アンデルセンのオリジナルの童話では、プリンセスであることが「報酬」だったが、その概念は進化していると説明した。『アナと雪の女王』では、キャラクターたちは責任感を感じるために王族として描かれたが、アーシャの場合は「普通のヒーローズ・ジャーニー」を描くことが目標であり、これに対してリーは非常に興奮していたという。プロデューサーのピーター・デル・ヴェッチョも、アーシャを現代的でありながら普遍的なキャラクターにする必要があると同意し、「彼女は普通の人物であり、それが共感を呼ぶ理由だ」と語っている。
アーシャは、周囲の世界の不正に疑問を抱く理想主義者として描かれている。映画は、彼女が積極的に行動し、世界に変化をもたらそうとする旅路を描いている。リーは、アーシャの旅を現実の生活に結びつけたいと考え、「彼女は親しみやすく、温かく、非常に正直な人物だ」と評価した。アーシャは、若い理想主義者が「世界の厳しさに直面し、自分がどのような人間になりたいかを決断する」瞬間を象徴しており、「最も普遍的な目標の一つ」を持つキャラクターだと説明している。映画は、彼女の夢を追い求める努力を描く一方で、その過程での失敗も認めている。デル・ヴェッチョは、アーシャの性格について「風変わりで、ウィットに富み、勇敢」と評し、彼女がマグニフィコ王による臣民の願いを奪う行為に立ち向かう自己犠牲の精神に注目している。リーは、アーシャを「誰かに救われる必要のない現代のヒロイン」と位置づけ、彼女が自らの力で目標を達成するために戦うことが重要だと考えている。「童話の最大の力は、困難を乗り越えるための道筋を示してくれることにある」と述べ、アーシャの物語はコミュニティのために願いをかけ、リーダーへと成長していく過程を描いていると説明した。彼女の物語は、他者を変えながらも自分自身も成長していくという点で、従来の童話とは異なるアプローチを取っている。
ヴィーラスンサンは、アーシャがロサスのコミュニティの一員であり、その場所を愛していることを描くことが重要だったと述べている。アーシャは観光ガイドとして登場し、同時にアーティストでもあり、スケッチブックを持ち歩いている。そのスケッチブックにはアニメーションのタイミングチャートも含まれており、これはディズニーのアニメーターたちへのオマージュでもある。ヴィーラスンサンは、アーシャのスケッチは彼女が「夢を恐れずに描ける人物」であることを示していると説明した。物語の中で、アーシャには彼女と同年代の7人の友人が登場し、それぞれが『白雪姫』（1937年）の7人の小人のように独特の性格を持っている。彼らもまた、まだマグニフィコに願いを奪われていない。
映画の楽曲は、アーシャのキャラクターを深めるために作られた。最初の楽曲「ようこそ！ロサス王国へ（Welcome to Rosas）」では、アーシャは観光ガイドとしてロサスの街とその住民への愛情を表現している。また、「輝く願い（At All Costs）」では、アーシャとマグニフィコ王がデュエットを披露し、願いの重要性を歌い上げる。この楽曲は、映画にロマンティックな要素がない代わりに、結婚式のような美しさを持つ曲として書かれた。マイケルズは、この曲がヒロインと悪役の対比を強調しており、アーシャは自己犠牲的であるのに対し、マグニフィコは利己的であると述べている。ヴィーラスンサンは、2人のキャラクターが願いを守る方法の違いによって対立していると説明した。マグニフィコはその願いの美しさを理解しているが、アーシャは願いを持つ者が目標に向かって努力する過程にこそ力があることを認識している。また、楽曲「This Wish」では、アーシャが街のために願いをかけ、自分を信じることが描かれている。マイケルズは、この曲が自身の活動的な人生の時期に作られたと述べているが、アーシャほどの外向的な勇気は持っていないことを認めている。ヴィーラスンサンは、「This Wish」はアーシャが周囲の人々に願いを叶えてほしいと願う気持ちの頂点に位置する曲だと説明した。最後に、「Knowing What I Know Now」では、アーシャが友人たちをマグニフィコに対する反乱へと鼓舞し、彼女にとっての転機となる曲である。友人たちは当初、アーシャを裏切り者だと考えるが、彼女はそれが誤解であることを証明する。リーは、この曲がアーシャがリーダーとして成長する瞬間を表していると語っている。

### 声優

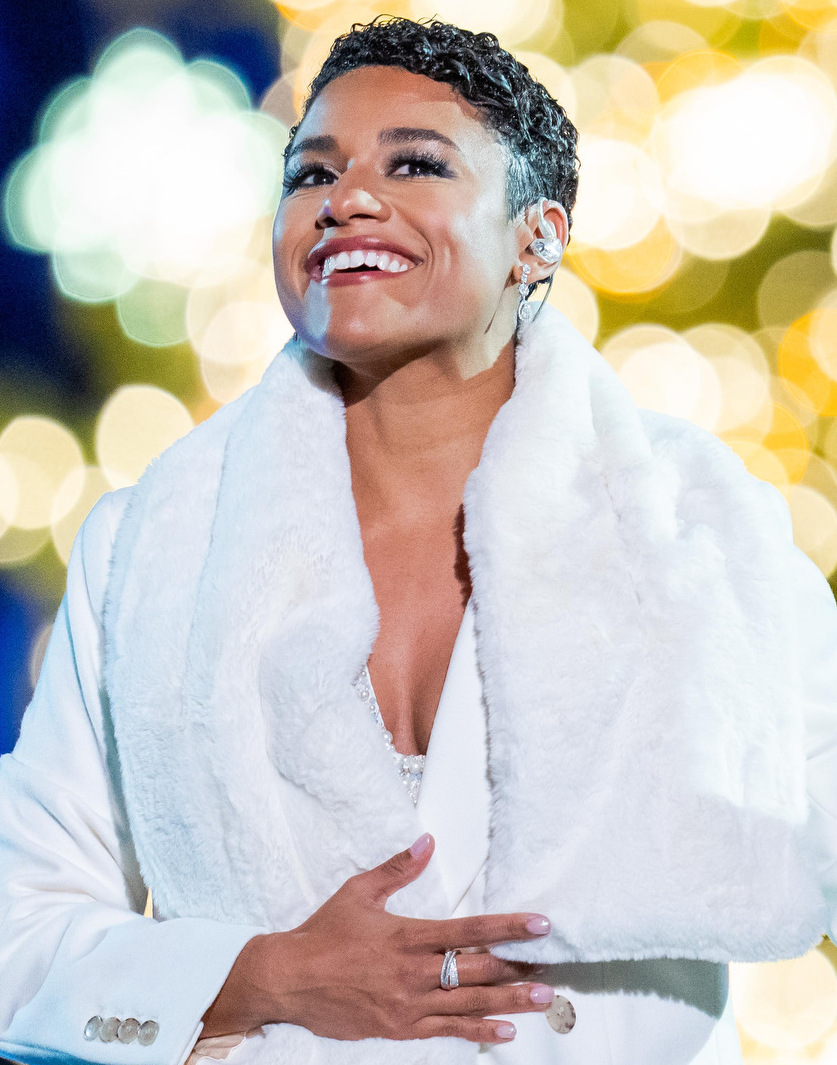
アリアナ・デボースは『ウィッシュ』でアーシャの声を担当している。

アリアナ・デボーズがアーシャ役にキャスティングされたことは、2022年9月9日のD23 Expoで発表された。彼女は、映画『ウエスト・サイド・ストーリー』（2021年）の公開後、ウォルト・ディズニー・アニメーション・スタジオからオファーを受けた。クリス・バックと話し合い、物語について知った際、幼い頃からのディズニーファンであった彼女は「赤ちゃんのように泣いてしまった」と語っている。アーシャの台詞を録音する際、彼女はシンデレラ、ムーラン、ラーヤなど、これまでのディズニーのヒロインたちにインスピレーションを受けたという。特にアーシャというキャラクターに誇りを感じており、「彼女はブレイズヘアで、そばかすがあって、美しい茶色の肌をしている」と述べ、アーシャが新しい時代のディズニーヒロインを代表していると感じた。彼女は、女性の主人公が「必ずしも金髪で青い目である必要はない」と強調している。また、自分と似た外見のキャラクターを演じることに興奮しており、「彼女は一つの特徴だけではなく、いろいろな側面を持っている」と語り、少女たちがアーシャに共感できることを望んでいる。
アーシャのキャラクターを描く上で、デボーズは彼女が常に心から行動し、本能に従うべきだと考えていた。たとえそれが間違いを犯すことにつながったとしても、若者は「試行錯誤し、間違いに気づき、軌道修正する自由が許されるべきだ」と感じている。ディズニーの主人公たちの中でも、アーシャはこれまでのキャラクターとは異なり、自己犠牲的な存在だという。デボーズは、アーシャを「助ける人」として描き、彼女の願いが自分のためではなく、コミュニティ全体のためであることを強調した。また、映画に恋愛要素がないことについても、ディズニーの女性キャラクターが必ずしもロマンティックなパートナーを求める必要はないとし、アーシャとスターとの「美しいつながり」を強調した。映画の中で、アーシャがスターから魔法の杖を授けられるシーンについて、デボーズは彼女を「現代のフェアリーゴッドマザー」と称し、フェアリーとは何かを再定義するキャラクターだと説明している。
デボーズはアーシャの動きについてアニメーターと話し合い、彼女が観光ガイドとして動作を通じて自分を表現していると語った。「彼女は自分の動きや腰の使い方を恐れない」と述べ、アーシャのキャラクターには身体的な表現が重要だと考えていた。また、アーシャのキャラクターがどのように書かれるかにも影響を与えた。特に、アーシャが祖父に悪いニュースを伝えるシーンは、デボーズがこの場面がいかに難しいものであるかを表現したことから生まれたものである。リーは、このシーンがアーシャにより一層の共感をもたらし、感情的な深みを持たせるためにデボーズと協力して書かれたと述べている。映画のメッセージについて、デボーズは「心からの願いがあれば、何でも可能だ」ということをアーシャが象徴していると感じた。
アーシャの楽曲「ウィッシュ～この願い～（This Wish）」について、デボーズは「これまでの『アイ・ウォント・ソング』の母のような存在」と述べ、この曲が「本当に難しい曲」であったことから不安を感じ、ボイストレーニングが必要だったと語っている。また、曲には「重要なメッセージ」が込められていると述べた。この曲を録音する際、彼女はその美しさに圧倒され、失敗することを恐れていたが、それでも「人生で最も美しい経験の一つだった」と振り返っている。また、デュエット曲「輝く願い（At All Costs）」については、クリス・パインとは別々に録音を行った。彼女はこの曲を映画の中で最も好きな曲だとし、アーシャの心にある情熱と無条件の愛を表現していると語った。

### デザイン
『The Art of Wish』によると、アーシャは北アフリカとヨーロッパの血を引いており、母親は北アフリカ出身、父親はイベリア半島出身である。キャラクターデザインのアートディレクター、ビル・シュワブは、アーシャのボックスブレイズ（編み込みの髪型）が彼女の個性を際立たせるデザイン要素だったと述べている。ディズニーアニメーションのリサーチャーたちは、歴史的な正確さを追求するため、髪を編んで飾る伝統を持つアマジグ族からインスピレーションを得た。アーシャのデザインには、中世の歴史的に正確なV字型のベルトが取り入れられており、腰の少し下に垂れ下がるスタイルとなっている。彼女はスケッチ用に、革で装飾された日記を使用しており、これは『ピノキオ』や『シンデレラ』（1950年）、『眠れる森の美女』（1959年）など、初期のディズニー童話映画のオープニングクレジットに登場する物語本を彷彿とさせる。また、アーシャのデザインには、アマジグ族にとって希望の象徴であり、多くの文化で変容を表す色である紫が使われている。アソシエイト・プロダクションデザイナーのグリセルダ・サストラウィナタ＝レメイは、アーシャのドレスとフード付きマントのデザインに『シンデレラ』のフェアリー・ゴッドマザーからインスピレーションを得ている。彼女はグレーがかったラベンダーパープルのパレットを使い、カボチャの種を象徴する涙の形をモチーフに取り入れた。また、アーシャの靴は、ダイアナ妃が結婚式で履いた靴からインスピレーションを得てデザインされた。

## 出演
ロサス王国では、17歳のアーシャが新しく来た人々を迎え、街を案内している。彼女は、強力な魔法使いであるロサスの支配者、マグニフィコ王の弟子になることを夢見ている。住民たちはマグニフィコ王を崇拝しており、18歳の誕生日には自分たちの最も大切な願いをマグニフィコに託し、彼の保護下に置かれる。マグニフィコは月に一度、臣民の中から一人の願いを叶える儀式を行っている。
アーシャはマグニフィコの城での面接で彼と会い、二人は願いを守るという共通の目標を見出す。しかし、マグニフィコが彼女の100歳になる祖父サビーノの願いを叶えることを拒んだため、アーシャは彼の動機に疑問を抱く。アーシャに挑戦されたことに怒ったマグニフィコは、儀式で祖父の願いを叶えると約束して彼女を騙し、実際には他の住民にその栄誉を与えてしまう。祖父の願いが永遠に叶わないことを知り、失望したアーシャは星空に向かって、より良い未来を願う。この願いがきっかけで、空から魔法の存在が降りてきて、彼女はその存在を「スター」と名付ける。スターの魔法により、ペットのヤギであるヴァレンティノを含む森の動物たちは話す力を得る。
アーシャはスターを城に隠すが、やがて友人たちに発見される。スターの存在を感じ取ったマグニフィコは、その力に脅威を感じ、禁断の魔法を使おうと誘惑に駆られる。アーシャは友人ダリアの助けを借りて、マグニフィコの書斎に忍び込み、祖父の願いを取り戻そうとする。しかしその夜、マグニフィコはアーシャの家に現れ、彼女の母サキナの願いを打ち砕いて自らの力を増大させる。家族はボートで近くの島へ逃げる。
ロサスの人々から問い詰められ、追い詰められたマグニフィコは禁断の魔法を使って魔法の杖を作り、自身の堕落をさらに深める。アーシャは、友人のサイモンが彼女を裏切り、マグニフィコに協力して騎士になるという願いを叶えてもらおうとしていたことを知る。アーシャはスターから魔力を持つ杖を授けられ、それを使ってマグニフィコを惑わせる間に、友人たちは塔に忍び込み、屋根を開けて願いを解放しようとする。アーシャは、サイモンがマグニフィコに洗脳され、彼に扮していたことを発見する。
城では、マグニフィコが魔法を使って願いを封じ込め、スターを自身の杖に吸収してしまう。彼はロサスの住民全員を魔法で拘束し、アーシャもその一人となるが、アーシャは人々に立ち上がるよう呼びかける。住民たちの共同の願いの力によってマグニフィコは打ち負かされ、彼の杖の中の鏡に封じ込められる。妻であるアマヤ王妃がロサスの唯一の支配者となり、鏡を地下牢に封印するよう命じる。スターは空へ戻るが、アーシャに新たな魔法の杖を授け、彼女はフェアリーゴッドマザーとして、人々の願いを叶える手助けを約束する。

### ワンス・アポン・ア・スタジオ -100年の思い出-
アーシャは、ディズニー・アニメーションの100周年を記念して制作された短編アニメーション映画『ワンス・アポン・ア・スタジオ -100年の思い出-』にも登場している。

### テーマパーク
2023年のファンイベント「デスティネーションD23」において、アーシャがディズニーランド、エプコット、ディズニーランド・パリなど、さまざまなディズニーパークに登場予定のキャラクターの一人であることが発表された。アーシャはウォルト・ディズニー・ワールドでグリーティングキャラクターとして登場しており、エプコットのワールドショーケース・プラザにあるガゼボで毎日会うことができる。

## 評価

### 映画批評家によるレビュー
アーシャのキャラクターについては、批評家の間で議論があった。MovieWebのリー・ラマーシュは、アーシャがディズニープリンセスの典型的な要素に従っており、強大な敵と戦い、かわいいサイドキックを持つ少女だとしながらも、ディズニープリンセスへの疲労感が映画に影響していると指摘した。SlashFilmのB.J.コランジェロも、アーシャがディズニープリンセスの特徴を持っていると認めつつ、彼女が過去のすべてのディズニーのヒロインを反映していると述べ、その美しさとユーモア、話すペットのヤギと話さないスターというサイドキック、そして彼女の反抗心とリーダーシップの資質を強調した。スクリーン・ラントのジェシカ・スミスは、アーシャの地位が混乱を招いていると感じ、アーシャが王族の血筋ではないが、ムーランのように、王族でないディズニーの女性主人公も過去に存在するため、ディズニープリンセスとしての資格があるかもしれないと述べた。テレグラフ・インディアのウルミ・チャクラボルティは、アーシャの「黄金の心」を称賛しつつ、彼女の強さが混血であることにあると指摘したが、アーシャ自身は「一面的で、敵と戦うための欠点を持っていない」と批判した。『ハリウッド・リポーター』のロヴィア・ギャルキーは、アーシャがバイレイシャルのティーンエイジャーであり、「反体制的で準革命的な人物」を象徴していると評価した。IndieWireのケイト・アーブランドは、アーシャの「かわいいそばかす」と「リアルなブレイズ」を称賛し、彼女の物語は伝統的だが、その特徴はそうではなく、特にバイレイシャルの背景、多様な友人グループ、恋愛要素の欠如をタイムリーで興味深い組み合わせと見なした。『ニューヨーク・タイム』のエイミー・ニコルソンは、アーシャを「人道主義者」と表現し、彼女が「奇跡を起こす唯一の手段と自らを位置づけた人物に対して精神的な革命を起こす」役割を担っていると述べた。
『ガーディアン』のベンジャミン・リーは、アーシャのキャラクター開発が不足していると感じ、「曲を歌う能力以外に特徴がほとんどないキャラクター」と批判した。GamesRadar+のケイト・ステーブルスは、アーシャが脚本によって裏切られたと感じ、脚本は感情的な深みを作るよりもディズニーへのオマージュに重きを置いていると述べた。また、デボーズが歌う「ウィッシュ～この願い～（This Wish）」についても、「感情に欠けた冗長なポップバラード」と評した。RogerEbert.comのブライアン・タレリコは、アーシャが森で歌うエンパワメントソングについて混乱し、アーシャが星になるのか、それとも星から贈り物を受け取るのかが不明確だと述べた。Digital Spyのミレイア・ムロールは、アーシャがもっと立体的なキャラクターであるべきだったとし、マグニフィコに時間を割くよりも、彼女のキャラクターにもっと焦点を当てるべきだったと批判した。『エンターテインメント・ウィークリー』のデヴァン・コガンは、アーシャのキャラクターに否定的な反応を示し、「過去100年の総集編」のようで、過去のディズニーのヒロインと比べて特徴が欠けていると述べた。Polygonのペトラナ・ラデュロヴィッチは、アーシャが他のキャラクター同様に過去のディズニーキャラクターを参照しているが、独自の記憶に残る特徴がないと指摘した。TheWrapのクリステン・ロペスは、アーシャのキャラクターが浅いと感じ、「勇気と父親を亡くしたこと以外、彼女にはあまり特徴がない」と述べ、映画が主人公よりもロサスの街に焦点を当てていると批判した。『オースティン・クロニクル』のジェニー・ナルフも同様に、アーシャについて「彼女が他者を気遣い、親を亡くしていること以外はあまり知られることがない」と述べている。
キャラクターに対する賛否がある中で、デボーズの声の演技は好意的に評価された。『Deadline Hollywood』のデイモン・ワイズは、デボーズ演じるアーシャを「ショーのスター」と称し、彼女の演技を「effortless charm」と評した。デイリー・テレグラフのロビー・コリンは、アーシャの人間性を称賛し、彼女が「好感の持てるヒロイン」であることの成功はデボーズの声の演技に負うところが大きいと述べた。Colliderのロス・ボネイムは、デボーズの歌唱を高く評価し、彼女が「つまらない脚本と記憶に残らない音楽に対して、アーシャに生命を吹き込んでいる」と述べた。IGNのカルロス・アギラールは、デボーズが歌う「ウィッシュ～この願い～（This Wish）」を映画のハイライトとし、その「心からのコーラス」における彼女の声の力を称賛した。USAトゥデイのブライアン・トゥルイットは、デボーズの歌声の質を楽しみ、「彼女の圧倒的な歌唱力」が映画の最高の部分だと述べた。TechRadarのローラ・マーティンも、デボーズの歌唱における力強さと感情を称賛した。Inewsのフランチェスカ・スティールは、デボーズを「卓越した歌手」と称えたが、物語と音楽が彼女の才能を十分に引き出せていないと感じた。

### 受賞歴
デボーズは、その声の演技により、いくつかの賞にノミネートされた。2023年の女性映画ジャーナリスト同盟EDA賞で女性アニメ賞、アストラ映画賞で声優パフォーマンス賞、ブラックリール賞で声優パフォーマンス賞にノミネートされた。